# Chiesa di San Bernardo (Manerba del Garda)
La chiesa di San Bernardo è un edificio di culto cattolico situato a Montinelle, frazione di Manerba del Garda, in provincia di Brescia e diocesi di Verona.

## Storia e opere
La chiesa di San Bernardo di Montinelle è situata nel comune di Manerba del Garda in provincia di Brescia. È dedicata a San Bernardo di Chiaravalle protettore degli apicultori e ceraioli. La costruzione risale al 1400 periodo in cui ebbe origine un affresco, ora solo frammento, all'interno della chiesa sul lato sinistro, rappresentante la Madonna con Bambino. Il primo documento della chiesa risale alla visita pastorale di Ermolao Barbaro nel 1453.
Già nel 1600 sono menzionati tre altari di cui era dotata la chiesa. L'altare maggiore, un altare dedicato ai santi Rocco e Nicola da Tolentino ed un secondo altare dedicato a San Michele Arcangelo. Agli inizi del XVIII secolo la chiesa venne dotata anche di un organo. Sul retro della chiesa si eleva un piccolo campanile, restaurato nel 1999.
La festa del patrono della chiesa viene celebrata il 20 di agosto.

## Dipinti e opere conservate
L'altare sinistro dedicato a San Rocco e San Nicola è dotato di una pala del 1712 ovalare, contenuta in una preziosa cornice, raffigurante la Madonna con tre santi (San Rocco, San Nicola, Santa Lucia) ed un chierico. L'altare principale è affiancato da due sculture lignee pilicrome, a destra San Rocco ed a sinistra San Bernardo. La pala dell'altare maggiore rappresenta la Madonna con Gesù Bambino ed i santi Rocco e Sebastiano.
La pala dell'altare destro del 1500 rappresenta la Madonna con i santi Bernardo e Michele Arcangelo

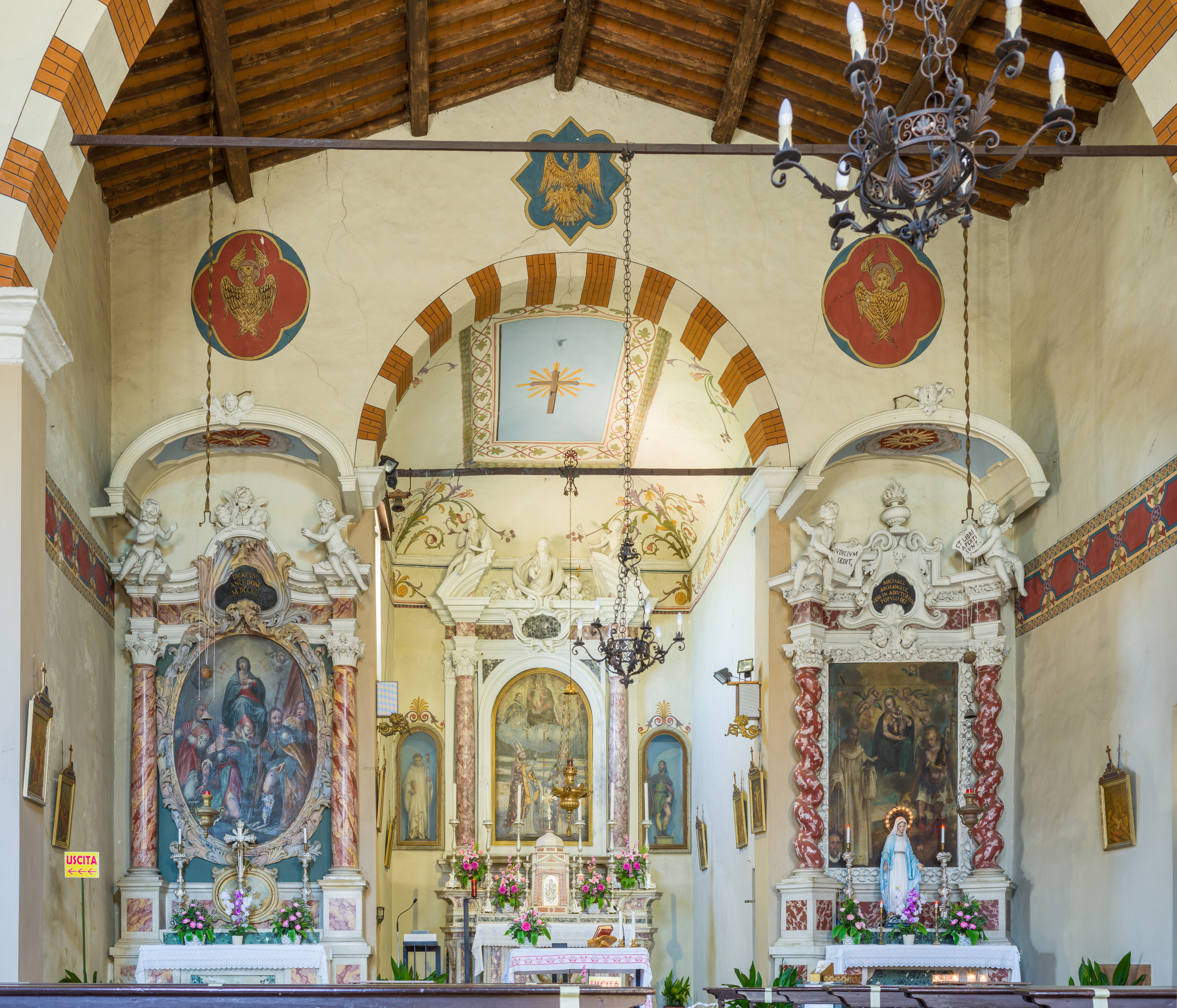
L'interno della chiesa
Altare sinistro dedicato a San Rocco e San Nicola.
Altare maggiore con la Madonna ed il Bambino ed i santi Rocco e Sebastiano.
Altare sinistro dedicato a San Michele Arcangelo.
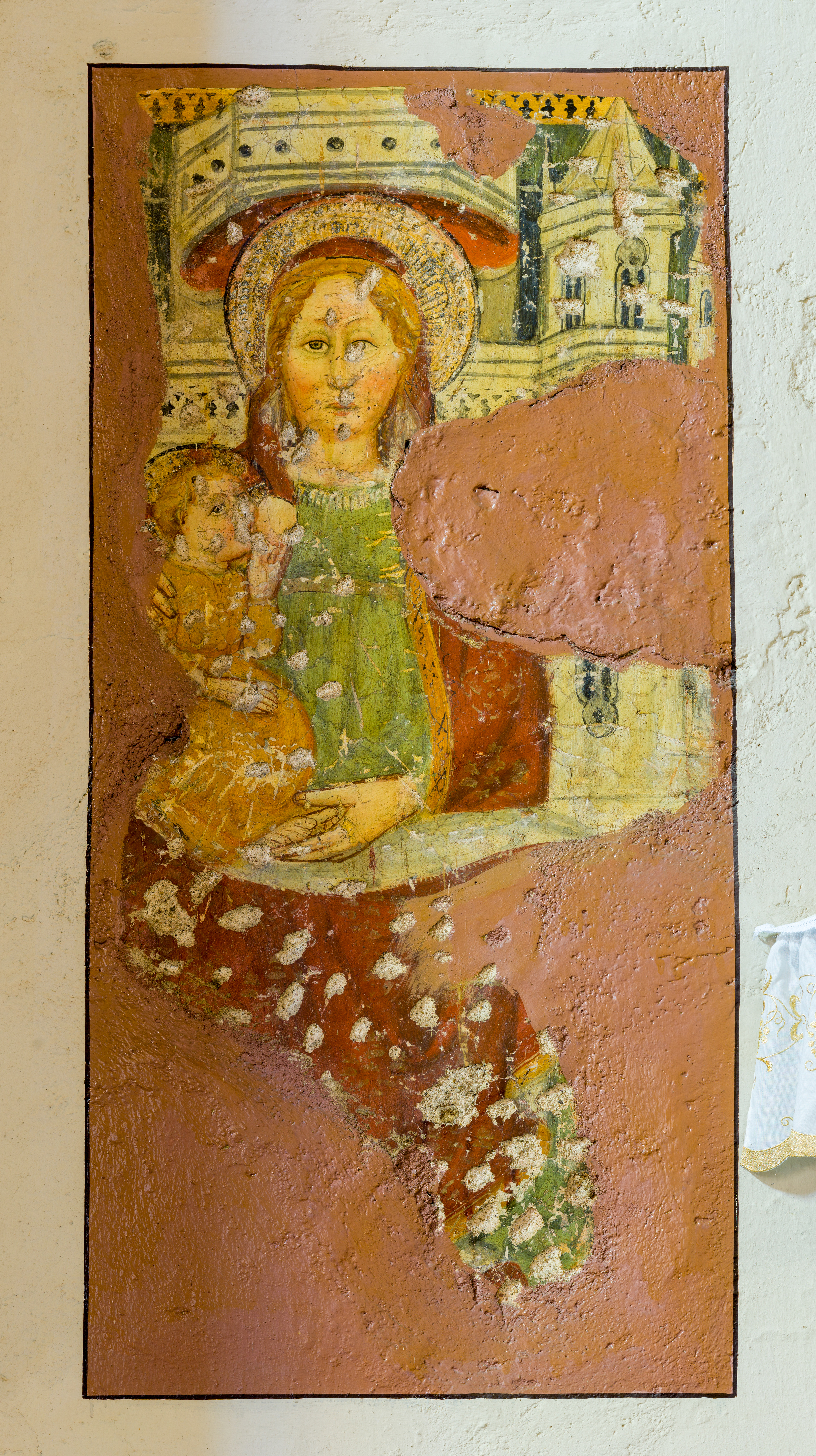
Affresco all'interno della chiesa sul lato sinistro, rappresentante la Madonna con Bambino del XV secolo.
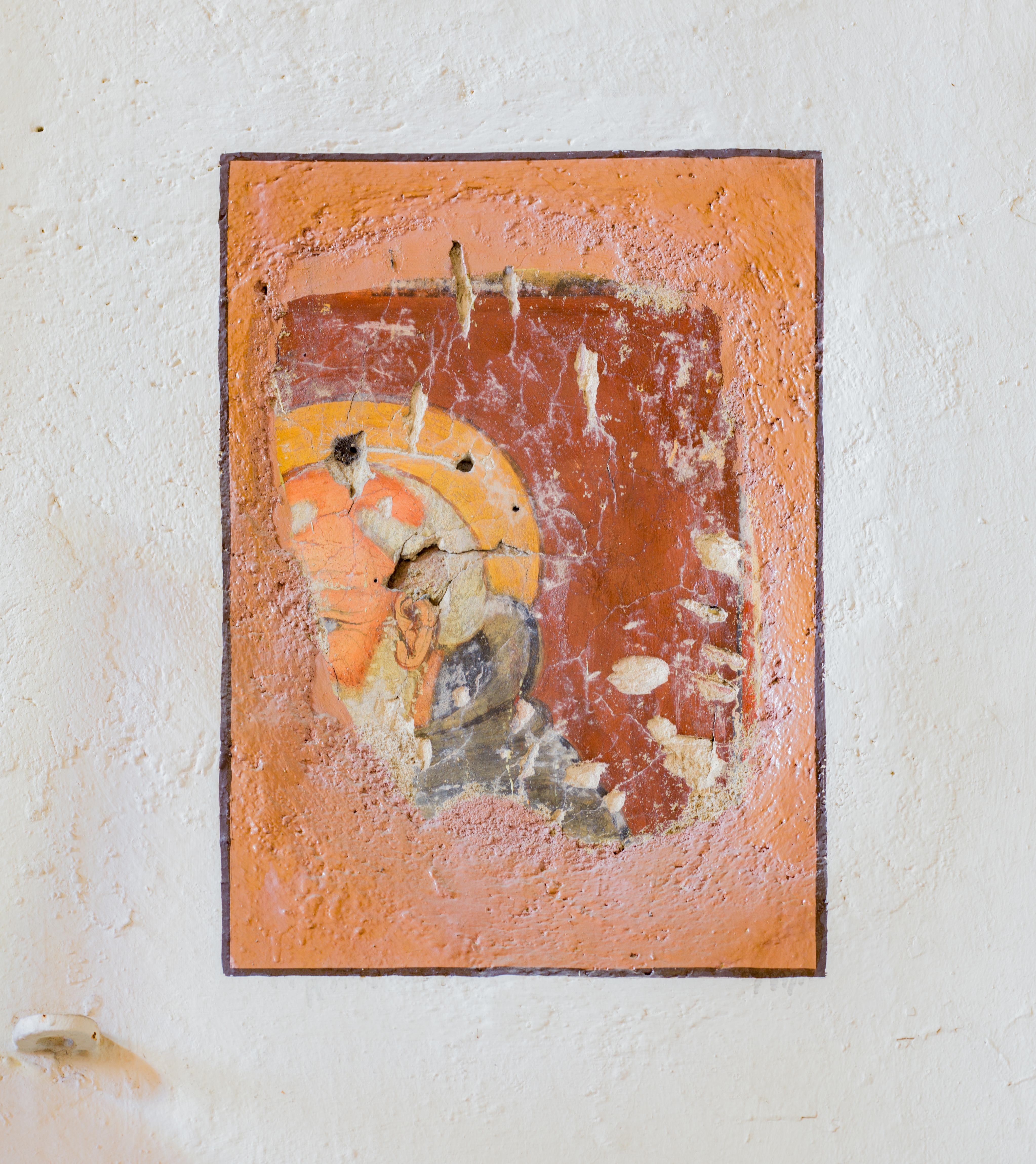
Frammento di affresco di santo (Bernardo?) del XV secolo.